# Ovidiu Hoban
Ovidiu Ștefan Hoban (Baia Mare, Rumania, 27 de diciembre de 1982) es un exfutbolista rumano que jugaba de centrocampista.

## Selección nacional
Jugó 30 partidos en los que anotó un gol con la selección absoluta de Rumania. Formó parte del equipo que participó en la Eurocopa 2016.

### Participaciones en Eurocopas
| Copa          | Sede    | Resultado    | Partidos | Goles |
| ------------- | ------- | ------------ | -------- | ----- |
| Eurocopa 2016 | Francia | Primera fase | 3        | 0     |

## Clubes
| Club                        | País     | Año       |
| --------------------------- | -------- | --------- |
| FK Clausen                  | Alemania | 2002-2004 |
| CS Universitatea Craiova FC | Rumania  | 2004      |
| FC Bihor Oradea             | Rumania  | 2005      |
| CS Gaz Metan Mediaș         | Rumania  | 2005-2011 |
| Universitatea Cluj          | Rumania  | 2012      |
| F. C. Petrolul Ploiești     | Rumania  | 2012-2014 |
| Hapoel Be'er Sheva          | Israel   | 2014-2017 |
| CFR Cluj                    | Rumania  | 2017-2023 |

## Palmarés

### Títulos nacionales
| Título                 | Club                    | País    | Año     |
| ---------------------- | ----------------------- | ------- | ------- |
| Copa de Rumania        | F. C. Petrolul Ploiești | Rumania | 2012-13 |
| Liga Premier de Israel | Hapoel Be'er Sheva      | Israel  | 2015-16 |
| Supercopa de Israel    | Hapoel Be'er Sheva      | Israel  | 2016    |
| Copa Toto              | Hapoel Be'er Sheva      | Israel  | 2016-17 |
| Liga Premier de Israel | Hapoel Be'er Sheva      | Israel  | 2016-17 |
| Liga I                 | CFR Cluj                | Rumania | 2017-18 |
| Supercopa de Rumania   | CFR Cluj                | Rumania | 2018    |
| Liga I                 | CFR Cluj                | Rumania | 2018-19 |
| Liga I                 | CFR Cluj                | Rumania | 2019-20 |
| Supercopa de Rumania   | CFR Cluj                | Rumania | 2020    |
| Liga I                 | CFR Cluj                | Rumania | 2020-21 |
| Liga I                 | CFR Cluj                | Rumania | 2021-22 |